# Oblast (Russie)
Pour les articles homonymes, voir Oblast.
La fédération de Russie est divisée en 89 sujets (unités administratives), dont 46 sont des oblasts, terme qu'on peut traduire par région, province ou gouvernorat. Il n'y a pas de différence de statut par rapport à la fédération entre un oblast ou un autre type de sujet de la fédération de Russie (république, kraï, etc.).
La plupart des oblasts russes portent le nom de leur capitale. Chaque oblast russe est dirigé par un gouverneur. Les plus petits (dans la partie européenne de la Russie) ont un territoire équivalent à celui de quelques départements français, les plus grands (dans sa partie sibérienne) ont une superficie qui dépasse celle de la France métropolitaine. La population d'un oblast est de l'ordre du million d'habitants, sans égard pour leur superficie, avec des écarts extrême de densité de population (de 165 habitants au km² dans l'oblast de Moscou à 0,32 dans celui de Magadan).

## Territoires illégalement annexés

ONU, Vote sur le statut des territoires annexés :
Annexion autorisée
Abstention
N'a pas participé au vote
A condamné l'annexion.

Selon les traités internationaux, les oblasts ukrainiens de Donetsk, Louhansk, Zaporijia et Kherson, ainsi que la république autonome de Crimée et la ville de Sébastopol n'appartiennent pas à la fédération de Russie : ils sont partiellement occupés militairement et illégalement par l'armée russe, et ont été annexés par décret unilatéral russe à la suite de référendums illégaux organisés par l'occupant militaire dans ces régions,,.
En mars 2014, lors d'un vote aux Nations unies, 100 États membres sur 193 (à l'exception de l'Arménie, de la Biélorussie, de la Bolivie, de Cuba, de la Corée du Nord, du Nicaragua, de la Russie, du Soudan, de la Syrie, du Venezuela et du Zimbabwe) n'ont pas reconnu l'annexion de la Crimée par la Russie (voir la résolution 68/262 de l'Assemblée générale des Nations unies).
L'ONU, par la voix de son sous-secrétaire général aux affaires politiques, rejette le référendum : « Les actions unilatérales visaient à donner un vernis de légitimité à la tentative d'acquisition par la force par un État du territoire d'un autre État, tout en prétendant représenter la volonté du peuple, ne peut être considérée comme légale au regard du droit international ».

## Carte des oblasts de la fédération de Russie
| 01. Amour 01A. Oblast autonome juif 02. Arkhangelsk 02A. Nénétsie 03. Astrakhan 04. Belgorod 05. Briansk 06. Iaroslavl 07. Irkoutsk 07A. Bouriatie-Oust-Orda 08. Ivanovo 09. Kaliningrad 10. Kalouga 11. Kamtchatka (jusqu'en 2007) 11A. okroug autonome Koriake (jusqu'en 2007) 12. Kemerovo 13. Kirov 14. Kostroma 15. Kourgan |  | 16. Koursk 17. Léningrad 18. Lipetsk 19. Magadan 20. Moscou 21. Mourmansk 22. Nijni Novgorod 23. Novgorod 24. Novossibirsk 25. Omsk 26. Orenbourg 27. Orel 28. Penza 29. Pskov 30. Riazan 31. Rostov 32. Sakhaline 33. Samara |  | 34. Saratov 35. Smolensk 36. Sverdlovsk 37. Tambov 38. Tioumen 38A. district autonome de Iamalo-Nénétsie 38B. district autonome des Khantys-Mansis–Iougra 39. Tomsk 40. Tver 41. Toula 42. Tcheliabinsk 43. Tchita (jusqu'en 2008) 43A. okroug autonome d'Aga-Bouriatie (jusqu'en 2008) 44. Oulianovsk 45. Vladimir 46. Volgograd 47. Vologda 48. Voronej |

Ne figurent pas sur la carte les oblasts d'Ukraine de Kherson et de Zaporijjia occupés par l'armée russe et l'administration russe, et annexés de facto par la Fédération.